# Camulos
En la Mitología celta, Camulos era el dios de la guerra de los Remos, tribu belga emplazada en el noreste de la Galia aunque su culto se extendía hasta Gran Bretaña. El nombre de la ciudad romana de Camulodunum (ahora Colchester en el condado de Essex, Inglaterra) tiene su origen en la deidad. Posiblemente también sea el origen de la mítica ciudad de Camelot.
En el panteón romano, estaba identificado con el dios Marte. De hecho, Camulos es nombrado en combinación con Marte en inscripciones en Reims, Arlon, Kruishoutem, Rindern, Mainz, Bar Hill Fort cerca del muro de Antonino, Sarmizegetusa, y Southwark, Londres.